# Josef Haltrich
Josef Haltrich, né le 22 juillet 1822 à Reghin en Transylvanie et mort le 17 mai 1886 à Șaeș en Transylvanie, est un enseignant, pasteur et folkloriste saxon austro-hongrois.

## Biographie
Après avoir fréquenté pendant quatre ans les écoles primaires protestantes de sa ville natale, il passe en 1836 au gymnasium également protestant de Sighisoara. En 1845, il termine sa scolarité avec la Matura (Abitur) et s'inscrit à l'université de Leipzig la même année. Il y étudie la théologie, la philologie et l'histoire jusqu'en 1847. Dès sa deuxième année à l'université, Josef Haltrich devient l'assistant de W. Wasmuth.
Après avoir terminé ses études en automne 1847, Josef Haltrich retourne à Schaas. En janvier de l'année suivante, il est nommé précepteur des enfants du comte Janós Bethlen l'Ancien à Cluj-Napoca. La même année, il tombe si gravement malade d'une fièvre changeante qu'il doit abandonner son poste de précepteur et retourner chez ses parents. À la fin d'octobre (ou au début de novembre) 1848, la maison de ses parents brûle et il est reste chez des proches à Bistritz. C'est pourquoi il n'apprend que très tard sa nomination en tant que professeur au Schäßburger Ober-Gymnasium. Il accepte ce poste en décembre 1848 et l'occupe jusqu'en février 1849.
En raison de l'incertitude de la guerre, Josef Haltrich rejoint la garde de Sighisoara et se rend avec elle à Cronstadt. Après la prise de la ville par le général Joseph Bem, il se réfugie à Sighisoara, où il reprend ses activités d'enseignant dès que possible.
En 1850, Josef Haltrich est nommé professeur du gymnasium supérieur et le 25 juillet 1869, il se voit confier le rectorat de l'école de montagne de Sighisoara. Il occupe ce poste jusqu'en 1872. Le 12 août 1872, Josef Haltrich quitte Sighisoara pour accepter le pastorat à Schaas, qui lui avait déjà été proposé le 6 juin 1872. Il y effectue également des observations météorologiques, qu'il consigne par écrit.
En 1851, l'Association d'études régionales de Transylvanie lui demande de compiler un dictionnaire transylvanien-saxon. Ces travaux conduisent finalement le Musée national germanique de Nuremberg à nommer Josef Haltrich à son comité de spécialistes en 1859.
Josef Haltrich meurt à l'âge de 64 ans le 17 mai 1886 à Schaas près de Sighisoara en Transylvanie. Sa tombe se trouve dans le cimetière municipal de Schaas ; son beau-fils Gustav Balthes est inhumé dans la même tombe.

## Œuvres

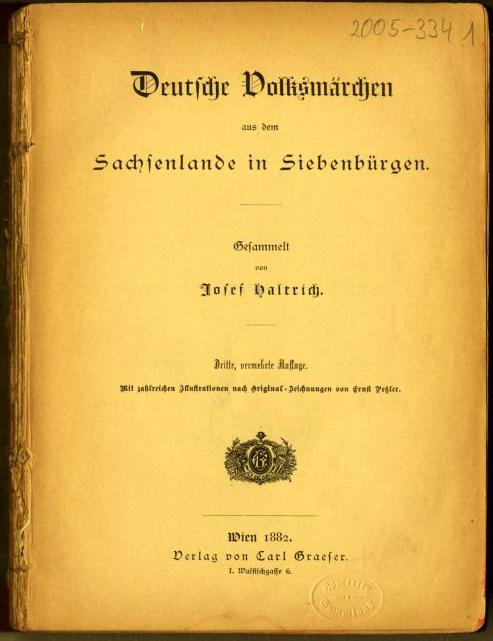
Deutsche Volksmärchen aus dem Sachsenlande in Siebenbürgen, Vienne, Graeser, 1882.

- Deutsche Volksmärchen aus dem Sachsenlande in Siebenbürgen. Saur, Munich 1990,  (ISBN 3-598-51071-3) (Nachdruck der Ausgabe Berlin 1856)
- Die Macht und Herrschaft des Aberglaubens in seinen vielfachen Erscheinungsformen. Selbstverlag, Schäßburg 1871
- Sächsische Volksmärchen aus Siebenbürgen. Kriterion-Verlag, Bucarest 1974
- Siebenbürgische Tiermärchen. Hillger, Berlin 1929
- Tiermärchen aus dem Sachsenlande in Siebenbürgen. Schaffstein, Cologne 1920
- Zur Volkskunde der Siebenbürger Sachsen. Graeser, Vienne 1885
- Der Zigeuner, der Wolf, der Fuchs und der Esel in der Wolfsgrube

## Distinctions et hommages
- En 1972, l'école de montagne germanophone de Sighisoara a été baptisée Josef-Haltrich-Lyzeum en sa mémoire[1].
- La rue Haltrichweg à Berlin-Kladow porte son nom depuis 1956.
- Il était membre du Coetus Chlamidatorum Schäßburgensis.